# Steenberg (mijn)

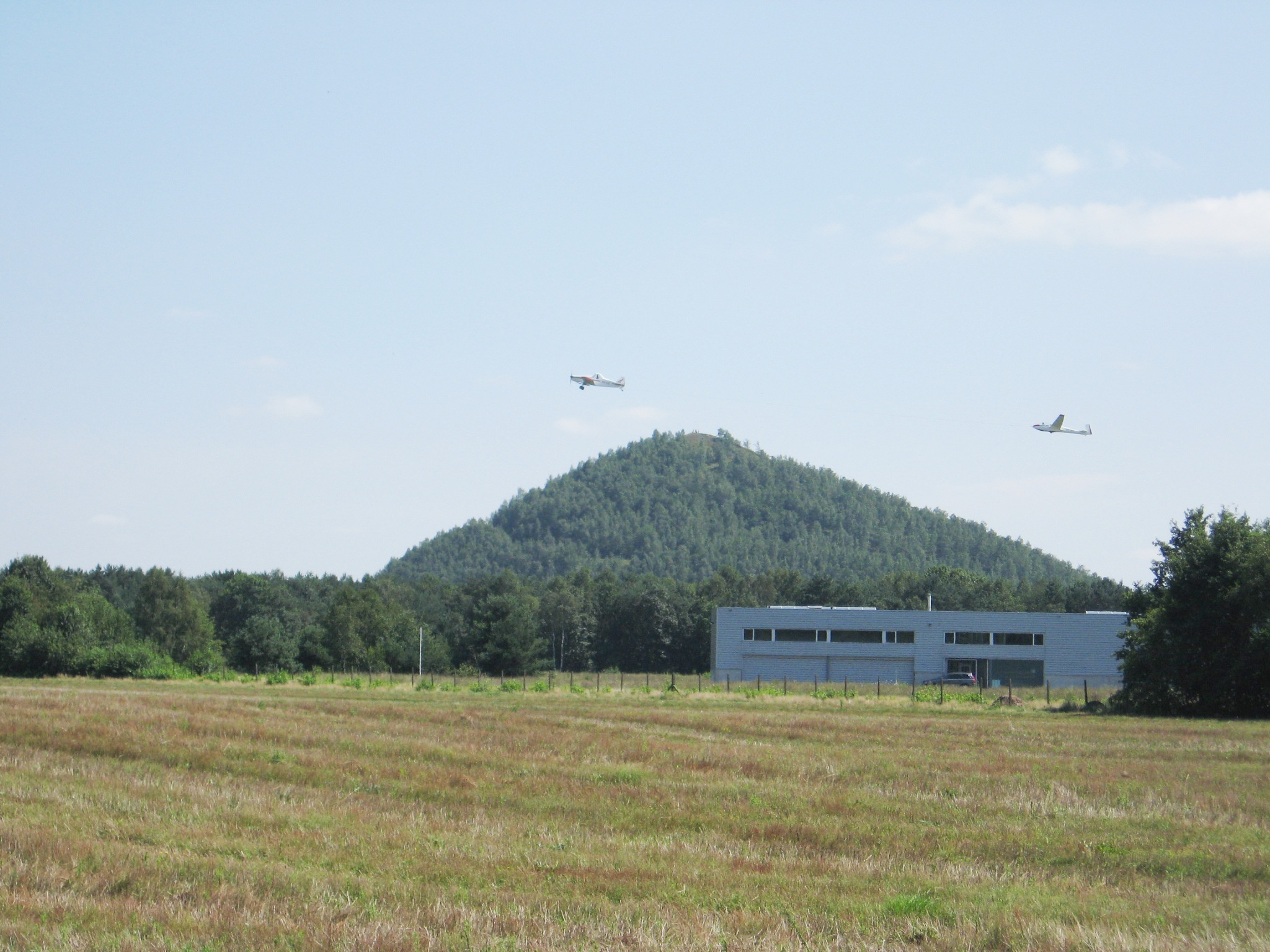
Terril bij de mijn van Waterschei

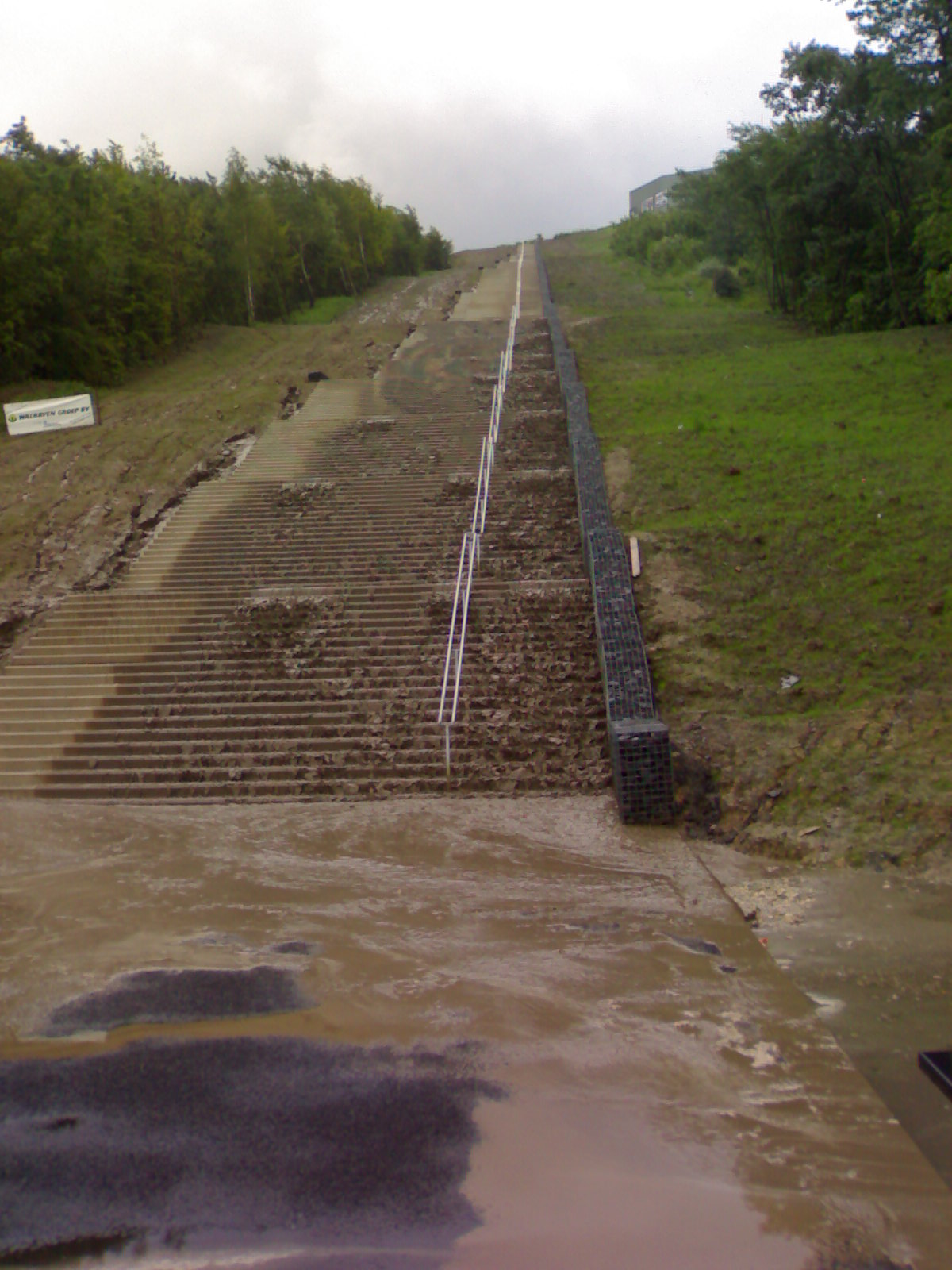
Trap op Wilhelminaberg

Een steenberg (Nederland) of terril (België, Frankrijk) is een ophoping van steenafval als bijproduct van ondergrondse mijnbouw.
Een mijnsteenberg bestaat uit mijnsteen, een mengeling van schiefergesteente, kalkrijke rotsblokken, steenkoolafval, lichte klei- en zandleemdeeltjes, waarbij ook diverse soorten afval werden gedumpt. De gesteenten kwamen vrij bij het afdiepen van schachten en bij de aanleg van steengangen en galerijen. Bij de eigenlijke steenkolenwinning kwamen stenen tussen de kolen mee naar boven. In de zeverij en wasserij bovengronds werden de kolen van de stenen gescheiden. Dit proces, ook bekend als triage, is aanvankelijk nog met (vrouwen)handwerk aan transportbanden gedaan, maar gaandeweg verfijnd, kolen werden gewassen in schlambekkens met behulp van chemische middelen. Oudere steenbergen bevatten daarom relatief meer brandbaar materiaal, waardoor zelfontbranding kon ontstaan.
De mijnstenen werden vervolgens met smalspoorwagons naar de stortplaats vervoerd, bergopwaarts getransporteerd en op de voortdurend groeiende berg afval gestort waardoor een mijnsteenberg of terril ontstond. Mijnsteen werd ook gebruikt voor het opvullen van afgewerkte pijlers, dit gebeurde om mijnschade door bodemverzakking te beperken. Na een mijnsluiting werd er steenafval van de steenberg gestort bij het dempen van de mijnschachten.

## Mijnterrils in Vlaanderen
Na de sluiting van de mijnen van het Kempens steenkoolbekken tussen 1966 en 1992 werden verscheidene pogingen ondernomen om uit de steenbergen nog steenkool te recupereren. In Winterslag, de oudste mijn, was dit succesvol en werd nog zo'n 10 à 15% steenkool gerecupereerd, de drie oorspronkelijke terrils werden daardoor herleid tot één grote. Hetzelfde gebeurde ook met een terril in Zwartberg, die werd afgegraven voor de Pool der Calorieën, het toenmalige aankoopagentschap van steenkool voor elektriciteitscentrales.
Verschillende mijnterrils werden na de mijnsluitingen eerst gestabiliseerd, zodat ze niet meer ongecontroleerd konden afkalven of gaan schuiven door stormweer en regenwater, daarna ingezaaid met gras en kruidenzaad. Vooral op de zuidelijke hellingen ontstonden daardoor microklimaattypes met zeldzame planten en insecten, die door het beheer worden beschermd. Over enkele steenbergen werden wandelpaden en mountainbikeroutes aangelegd. Op de toppen een weids panorama, vanaf de tuinwijken rond de mijn tot de verre omgeving, met vaak terrils van andere mijnen en zelfs aangrenzende mijnbekkens aan de horizon bij helder weer.

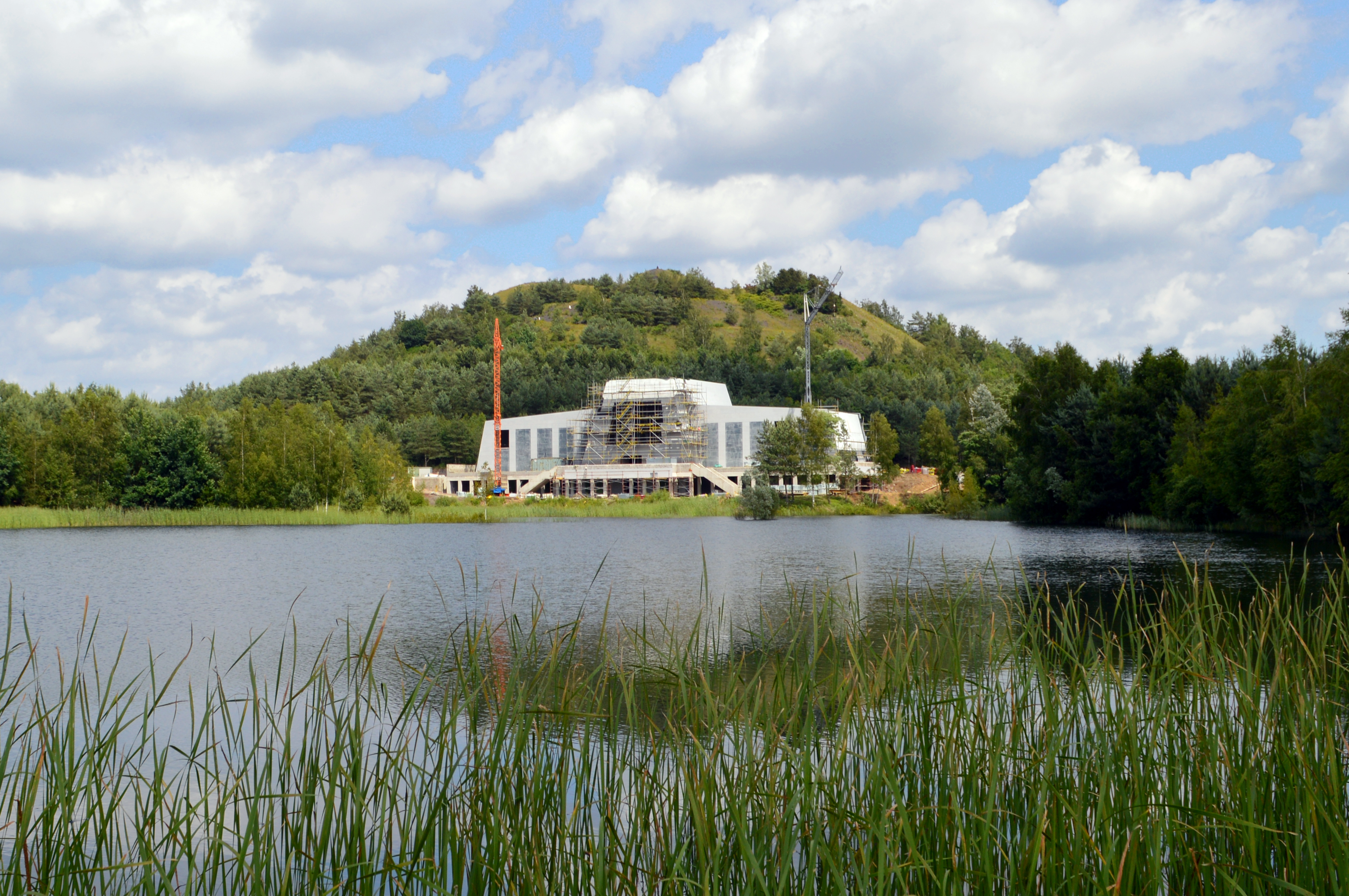
Het wellnesscentrum Elaisa (in 2016 in opbouw) ligt onderaan de Lange Terril van Eisden.

In Belgisch-Limburg waren er zeven steenkoolmijnen, ze hadden allen minstens één terril.
- Beringen: terril 2 is toegankelijk en heeft geen top maar een plateau op een hoogte van 100 meter. Er werden 2 wandelpaden aangelegd op de terril. Terril 1 werd omgevormd tot Avonturenberg. Naast wandelpaden en trappen zijn er avontuurlijke klimconstructies tegen de berghelling en kan er ook gemountainbiket worden.
- Eisden: vier terrils rond een uitgestrekte en diepe grindplas, liggen aan de rand van het Nationaal Park Hoge Kempen, en vormen het decor voor Terhills, een gebied met het vroegere Connecterra, hoofdpoort naar het Nationaal Park, het wellnesscenter Elaisa, Terhills Resort geëxploiteerd door Center Parcs, Terhills Cablepark voor watersporters op een gesaneerde grindplas, het vier sterren tellende Terhills Hotel in het voormalige hoofdgebouw van de mijn en het outlet shopping center Maasmechelen Village. De oudste Rode Terril werd na zelfontbranding een winplaats voor rode schisten, die als gravel gebruikt worden bij tuinaanleg en op tennisvelden. Sinds 2020 is deze terril opgenomen in het Nationaal Park Hoge Kempen. De grootste Lange Terril ligt gedeeltelijk op het grondgebied van Dilsen-Stokkem. Er werden op en rond deze mijnsteenberg bewegwijzerde wandelroutes aangelegd. De Tweelingterrils zijn ondertussen dichtbegroeid met bomen en struiken met diverse microklimaten, waar onder meer een gevarieerd vlinderbestand leeft, een steile wandelroute leidt naar een top met een panoramapunt.
- Houthalen: de mijnterril werd geëgaliseerd en uitgespreid om als ondergrond te dienen voor een industrieterrein. Daar ontstond ernstige vervuiling van de ondergrond en het grondwater door as, teer en zware metalen.
- Winterslag: de top van de terril ligt op een hoogte van 163 meter, spaarzaam begroeid met gras en kruiden, werd enigszins gestabiliseerd, maar de werken zijn gestopt omwille van een conflict. De terril, eigendom van de stad Genk, is niet toegankelijk maar er zijn toch trails gevormd door mountainbikers en wandelaars. De voet van de berg is spontaan begroeid met dichter struikgewas en werd op verschillende plaatsen bebost.
- Waterschei: de twee terrils liggen op het grondgebied van buurgemeente As. Ze werden in 1999 beschermd als landschap en maken sinds 2018 deel uit van het Nationaal Park Hoge Kempen. De mijnsteenbergen sluiten aan op het natuurgebied van de Bosbeekvallei, het brongebied van de Stiemerbeek, de bos- en heidegebieden van As en Opglabbeek en het Nationaal Park Hoge Kempen. De meest noordelijke is de hoogste van de twee, met een beboste top van 155 meter hoog, en officieel niet toegankelijk. De tweede terril is 142 meter hoog, gestabiliseerd in drie plateau-lagen en vooral begroeid met gras. Deze terril is onderdeel van het wandelgebied Thor Park, het door de stad Genk gesaneerde mijnterrein en als natuurgebied ingericht (10 km²), noordelijk van de -opgeknapte- mijngebouwen van Waterschei. Naar deze mijnsteenberg loopt het Steenmannetjespad, dat 2 kilometer lang is.
- Zolder: de top van de terril ligt op een hoogte van 155 meter. Er zijn wandelpaden naar de top.
- Zwartberg: deze mijn, die in 1966 sloot, had oorspronkelijk 2 terrils. De terril bij de noordelijke tuinwijk van Zwartberg is afgegraven en maakte plaats voor het Industrieterrein Genk-Noord. De tweede terril, sinds 1966 geleidelijk bebost maar nog steeds onstabiel, werd in 2016 gekocht door het Limburgs Landschap, die het beheert als Natuurgebied Zwarte Berg.[1] Dit gebied (70 ha), op de grens van Opglabbeek met Houthalen, is sinds 2020 via een toegang publiek toegankelijk, er worden geregeld gegidste rondleidingen verzorgd door de beheerder.

## Mijnterrils in Wallonië
De mijnterrils in Wallonië vormen een keten (La Chaîne des Terrils) met een lengte van ongeveer 200 kilometer en strekken zich uit van Bernissart in het westen tot aan het Land van Herve in het oosten. Belangrijke terrils staan in de Borinage en rond Bergen, Binche, La Louvière, Charleroi, Sambreville, Flémalle en Luik. Er zijn zo'n 340 grote terrils die dateren van na de industriële revolutie en nog honderden kleinere terrils die nog dateren van deze periode. In het totaal zijn er in Wallonië zo'n 1200 terrils.

## Steenbergen in Nederland
De meeste steenbergen zijn na de mijnsluitingen grotendeels afgegraven, of ze hebben na aanpassing als groengebied een recreatieve bestemming gekregen, zoals de Koumenberg van de kolenmijn Oranje-Nassau III. In de Heerlense wijk Zeswegen-Nieuw Husken is Zeswegen gelegen op de voormalige steenberg van de kolenmijn Oranje-Nassau I die in 1974 sloot. Woonwijk Zeswegen werd gebouwd in de tweede helft van de jaren 1980. Een van de bekendste steenbergen in Nederland ligt bij Snowworld Landgraaf. De naam van deze steenberg is Wilhelminaberg naar de Staatsmijn Wilhelmina die de berg gecreëerd heeft. Het hoogste punt lag op 96 meter in 1974. De berg zou na de mijnsluiting afgegraven worden, maar uit berekening bleek dat te langdurig en kostbaar. De steenberg werd plaatselijk 20 m verlaagd en beplant, waarbij het vrijgekomen materiaal benut werd om de hellingen minder steil te maken. Vanaf de huidige top van de steenberg op 225 meter boven NAP is er een uitzicht op de regio Parkstad en het daarachter liggende Heuvelland. Om de Wilhelminaberg beter toegankelijk te maken is er een 248 meter lange, en 508 treden tellende trap aangelegd. Het is de langste openluchttrap van Nederland. De Mauritsberg, de steenberg van de Staatsmijn Maurits in Geleen was de grootste van Nederland en bevatte uiteindelijk 26.000.000 ton steen, was 110 meter hoog (172 m NAP) en besloeg een oppervlakte van meer dan 84 hectare. Deze steenberg ligt nu midden tussen de chemische installaties op Chemelot. Vanaf 1969 is ze (gedeeltelijk) afgegraven en nog ongeveer 50 meter hoog, de basis ligt op 62 m boven NAP, de top op 110 m boven NAP.
Andere (voormalige en bestaande) steenbergen in Zuid-Limburg zijn de Steenberg Beerenbosch, Steenberg Emma-Hendrik, Steenberg Ham, Steenberg Laura, Steenberg Oranje-Nassau IV en Steenberg Willem-Sophia.

## Mijnterrils in Frankrijk
In het verleden waren er meer dan 300 terrils in het twee eeuwen oude Steenkoolbekken van Nord-Pas-de-Calais, dat zich 120 kilometer lang uitstrekt rond Béthune, Lens, Douai en Valenciennes. Daar werd de laatste kolenmijn gesloten in 1988. Het steenkoolbekken werd in juli 2012 erkend als Werelderfgoed door UNESCO. Hierbij horen de 51 resterende mijnterrils, naast de restanten van de eigenlijke mijnen, de cités en bijhorende openbare gebouwen.
Ook in het steenkoolbekken van Loire zijn er terrils of crassiers. In Saint-Étienne zijn er twee steenhopen van de steenkoolmijn Couriot van elk ongeveer 150 meter hoog, gevormd tussen 1938 en de jaren 1960.

## Steenhopen in Duitsland
De steenhopen of terrils van vooral steenkoolmijnen heten in de Duitse taal Halden (enkelvoud: die Halde). Na de mijnsluitingen, onder meer in het Ruhrgebied, zijn vele van deze kunstmatige bergen blijven liggen als industrieel erfgoed. Als behoud wenselijk wordt beoordeeld, worden de hopen afgedekt met een laag aarde en voorzien van een afvoer, zodat er na regenval geen met chemicaliën belast afvalwater in het milieu belandt, waarna de Halden als landschapselementen een nieuwe functie krijgen.
Dat kan een recreatieve bestemming zijn, maar ook een locatie voor sculpturen, land art en andere vormen van kunst. Een goed voorbeeld hiervan is de 153 m hoge Halde Hoheward bij Herten (Duitsland) in het Ruhrgebied. Hier zijn talrijke opvallende kunstprojecten gerealiseerd, alsmede een installatie om zeer nauwkeurig de daglengte te meten.
Voor wat de afvalbergen van kalimijnen betreft: die bestaan voor een groot deel uit verontreinigd, en dus niet herbruikbaar, steenzout. Ze gelden als ongewenste stortplaatsen, die uit voor het milieu schadelijk materiaal bestaan, en uiteindelijk zullen moeten verdwijnen. Zo een gekscherend genoemde Monte Kali of Kalimandsjaro, waarvan Duitsland er anno 2022 nog negen telde, vormt een groot milieuprobleem. Het verwijderen is omslachtig, tijdrovend en dus uiterst kostbaar. De hoogste van deze negen bergen, bij Heringen (Werra), groeit door toegestane lozing nog, is naar verhouding veilig, steekt meer dan 200 meter boven het omringende landschap uit, en kan onder leiding van een gids beklommen worden.

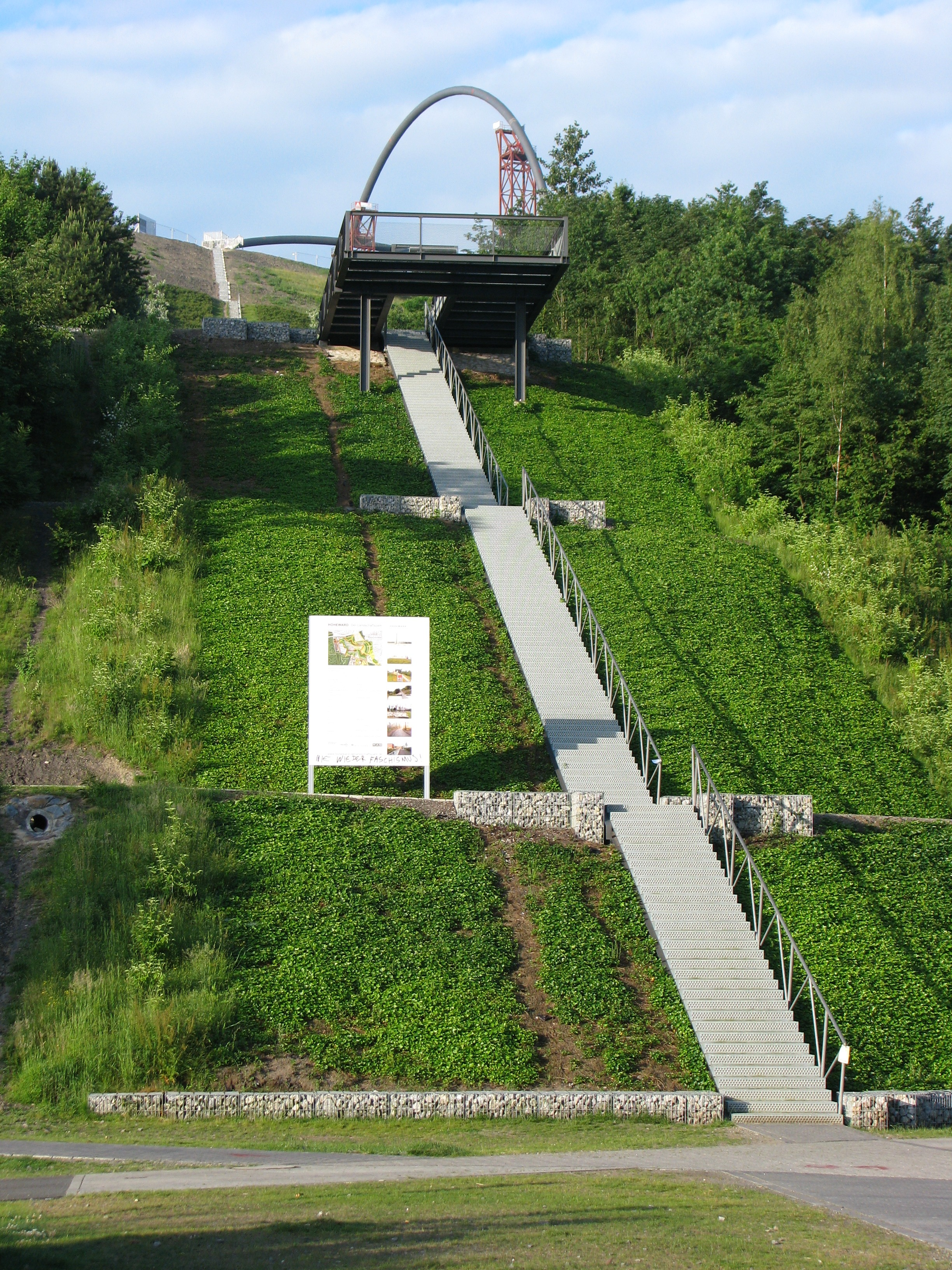
Trap naar boven op de Halde Hoheward
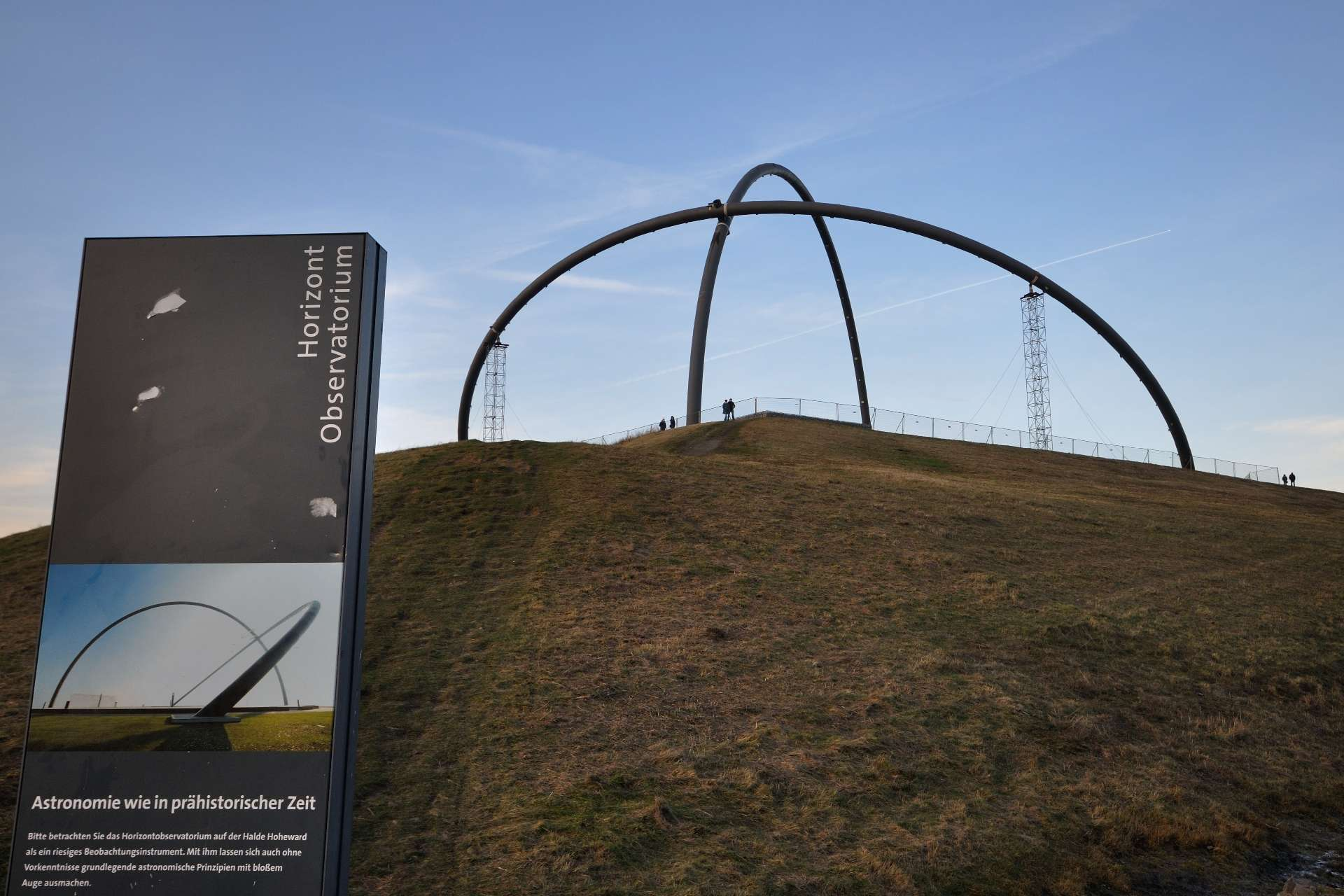
Horizon-observatorium op de Halde Hoheward
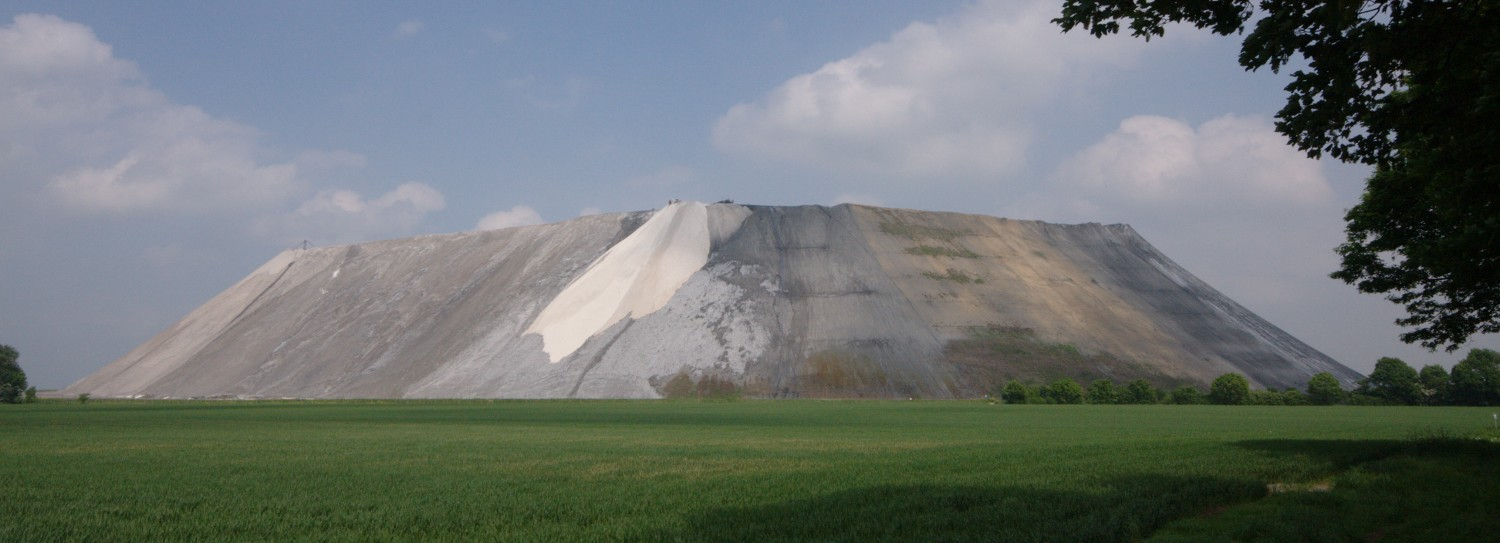
Kalimandsjaro, afvalberg van een kalimijn bij Bokeloh, gemeente Wunstorf
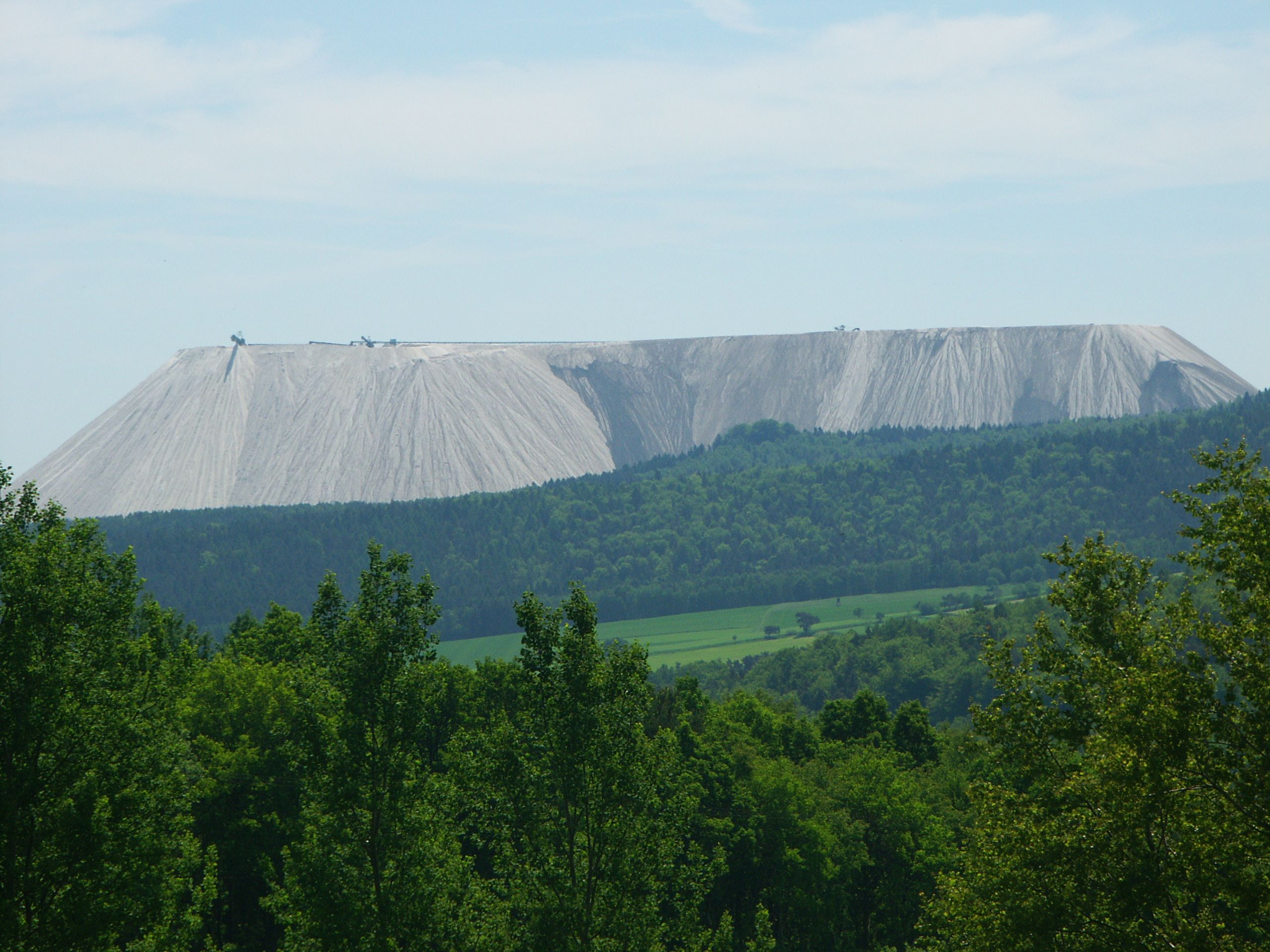
De Monte Kali van Heringen (Werra)